# Stretto di Tlevak
Lo stretto di Tlevak (Tlevak Strait) è un ampio braccio di mare che si trova nell'Arcipelago di Alessandro Arcipelago Alexander) nell'Alaska sud-orientale (Stati Uniti d'America).

## Etimologia
Il nome "Tlevaak Strait" sembra essere dovuto al capitano Tebenkov della Marina Imperiale Russa, e potrebbe essersi originato dalla stessa radice del nome dell'insediamento di "Klahuak" (Klawock) o dall'insenatura di "Tlevakhan" (Klawock Inlet) più a nord. Il nome fu pubblicato nel 1952 come "Proliv Tlevaak", ovvero "Tlevaak Strait", da un documento del "Dipartimento Idrografico Russo".

## Dati fisici
Lo stretto, che si trova nella foresta Nazionale di Tongass (Tongass National Forest) Amministrativamente fa parte del Census Area di Prince of Wales-Hyder, si trova principalmente tra l'isola di Dall (Dall Island) e l'isola Principe di Galles. Inoltre a nord confina con il canale di Meares (Meares Passage); a sud-est confina con la baia di Cordova (Cordova Bay), mentre a sud-ovest confina con lo stretto di Kaigani (Kaigani Strait).

### Isole dello stretto
Nello stretto sono presenti le seguenti principali isole (da nord):
- Isola di Block (Block Island )[4] 55°15′51″N 133°06′52″W - L'isola, che misura 230 metri, si trova all'entrata nord dello stretto.
- Isola di Midway (Midway Island)[5] 55°15′16″N 133°05′46″W
- Isola di Shelikof (Shelikof Island)[6] 55°15′25″N 133°01′19″W - L'isola divide lo stretto dalla baia di Soda (Soda Bay) in direzione dell'isola "Principe di Galles".
- Isole di Lively (Lively Islands)[7] 55°14′09″N 133°04′58″W - L'arcipelago si trova vicino alla costa settentrionale dell'isola di Dall ed è formato dalle seguenti isole: "Burn", "Able", "Sun" e "Reef"
- Isola di Natalia (Natalia Island)[8] 55°14′15″N 133°01′54″W - L'isola è vicina alla costa dell'isola "Principe di Galles".
- Isola di Guide (Guide Island)[9] 55°13′00″N 133°04′15″W
- Isole di Nichols (Nichols Islands)[10] 55°09′39″N 132°59′48″W
- Isole di Corlies (Corlies Islands)[11] 55°08′14″N 132°55′46″W
- Isola di Profit (Profit Island)[12] 55°06′40″N 132°55′32″W - L'isola è lunga 91 metri.
- Isole di McFarland (McFarland Islands)[13] 55°04′35″N 132°54′29″W
- Isola di Entrance (Entrance Island)[14] 55°02′17″N 133°00′03″W - L'isola è lunga 960 metri.
- Isole di Reef (Reef Islands)[15] 55°02′10″N 132°58′30″W
- Isola di Square (Square Island)[16] 55°58′16″N 132°53′40″W
- Isola di Grand (Grand Island)[17] 54°58′15″N 132°51′48″W - L'isola è lunga 1,28 chilometri ed ha una elevazione di 35 metri.
- Isola di Aston (Aston Island)[18] 54°56′22″N 132°50′29″W - L'isola è lunga 1,3 chilometri.
- Isola di Shoe (Shoe Island)[19] 54°56′59″N 132°44′47″W - L'isola, con una elevazione di 75 metri, individua la fine meridionale (lato occidentale) dello stretto.
- Isola di Jackson (Jackson Island)[20] 54°59′05″N 132°43′34″W - L'isola, lunga 1,9 chilometri e con una elevazione di 71 metri, individua la fine meridionale (lato orientale) dello stretto.

### Insenature e altre masse d'acqua
Nello stretto sono presenti le seguenti principali insenature (da nord in senso orario):
- Lato est (lungo la costa occidentale dell'isola Principe di Galles):
  - Baia di Soda (Soda Bay)[21] 55°15′00″N 133°01′59″W - La baia contiene l'isola di Shelikof (Shelikof Island).
  - Canale di North Pass (North Pass)[22] 55°13′32″N 132°54′37″W - Divide l'isola "Principe di Galles" dall'isola di Goat (Goat Island).
  - Baia di Natzuhini (Natzuhini Bay)[23] 55°15′05″N 132°50′54″W
  - Insenatura di Goat Mouth (Goat Mouth Inlet)[24] 55°11′07″N 132°54′02″W - L'insenatura, lunga 2,8 chilometri, si trova nell'isola di Goat (Goat Island).
  - Stretti di Sukkwan (Sukkwan Narrows)[25] 55°12′08″N 132°50′35″W - Gli stretti si trovano di fronte all'abitato di Hydaburg.
- Canale di South (South Pass)[26] 55°11′13″N 132°51′33″W - Il canale separa Sukkwan dall'isola di Goat (Goat Island) e collega lo stretto di Tlevak con lo stretto di Sukkwan attraverso gli stretti di Sukkwan (Sukkwan Narrows) che separano l'isola di Sukkwan dall'isola di Spook (Spook Island).

- Lato est (lungo la costa occidentale dell'isola di Sukkwan (Sukkwan Island):
  - Insenatura di Dunbar (Dunbar Inlet)[27] 55°04′41″N 132°49′59″W - L'insenatura è lunga 4,3 chilometri.
  - Insenatura di Kasook (Kasook Inlet)[28] 55°00′49″N 132°47′31″W
  - Canale di Jackson (Jackson Passage)[29] 54°59′15″N 132°44′36″W - Il canale collega la baia di Cordova con lo stretto di Tlevak separando l'isola di Jackson (Jackson Island) posta all'estremo sud di Sukkwan.

- Lato ovest (lungo la costa orientale dell'isola di Dall (Dall Island):
  - Baia di Baldy (Baldy Bay)[30] 55°02′03″N 132°58′15″W - La baia, larga 4 chilometri, contiene altre due insenature: Coco Harbor e Windy Cove. All'entrata della baia sono presenti due isole: Entrance Island e Reef Islands.
  - Insenatura di Green (Green Inlet)[31] 55°03′37″N 133°02′03″W - L'insenatura, lunga 1,3 chilometri, si affaccia sulla baia di View (View Cove).
  - Baia di View (View Cove)[32] 55°04′37″N 133°01′48″W - Di fronte alla baia si trovano le isole di Mc Farlad (Mc Farland Island)
  - Baia di Breezy (Breezy Bay)[33] 55°09′15″N 133°03′00″W - La baia, lunga 3,2 chilometri, si trova di fronte alle isole di Nichols (Nichols Islands).
  - Baia di Farallon (Farallon Bay)[34] 55°11′34″N 133°05′38″W - La baia e lunga 2 chilometri.
  - Baia di North (North Bay)[35] 55°12′44″N 133°06′54″W

### Promontori dello stretto
Nello stretto sono presenti i seguenti promontori (da nord in senso orario):
- Lato est (lungo la costa occidentale dell'isola Principe di Galles) e altre isole:
  - Promontorio di Natalia (Natalia Point)[36] 55°13′59″N 133°02′25″W - Il promontorio si trova di fronte all'Isola di Dall (Dall Island) ed ha una elevazione di 2 metri.
  - Promontorio di Whisker (Whisker Point)[37] 55°10′22″N 132°53′24″W - Il promontorio si trova sull'isola di Goat (Goat Island) ed ha una elevazione di 27 metri.
- Promontorio di Kellogg (Kellogg Point)[38] 55°06′10″N 132°52′27″W - Il promontorio, posizionato sulla costa occidentale dell'isola di Sukkwan (Sukkwan Island), si trova di fronte alle isole McFarland (McFarland Islands) ed ha una elevazione di 39 metri.

- Lato ovest (lungo la costa orientale dell'isola di Dall (Dall Island):
  - Promontorio di Rose (Rose Point)[39] 54°58′08″N 132°56′40″W - Si trova all'entrata nord dell'insenatura di Rose (Rose Inlet), di fronte all'isola di Grand (Grand Island) e segna anche l'entrata nord dello stretto di Kaigani (Kaigani Strait); ha una elevazione di 3 metri.
  - Promontorio di High (High Point)[40] 55°01′20″N 132°57′50″W - Si trova all'entrata sud della baia di Baldy (Baldy Bay) e di fronte alla parte meridionale dell'isola di Sukkwan (Sukkwan Island).
  - Promontorio di Reef (Reef Point)[41] 55°08′13″N 133°01′33″W - Si trova all'entrata nord della baia di View (View Cove) e di fronte alle isole di Mc Farland (Mc Farland Islands).
  - Promontorio di Eolus (Eolus Point)[42] 55°08′13″N 133°01′33″W - Ha una elevazione di 9 metri.
  - Promontorio di Boreas (Boreas Point)[43] 55°10′07″N 133°03′46″W - Si trova all'entrata nord della baia di Breezy (Breezy Bay) e di fronte alle isole di Nichols (Nichols Islands); ha una elevazione di 33 metri.
  - Promontorio di Cayman (Cayman Point)[44] 55°12′56″N 133°05′32″W - Si trova all'entrata sud della baia di North (North Bay); ha una elevazione di 6 metri.
  - Promontorio di Hassler (Hassler Point)[45] 55°13′25″N 133°06′21″W - Si trova di fronte alle isole di Lively (Lively Islands) e all'entrata nord della baia di North (North Bay); ha una elevazione di 74 metri.
  - Promontorio di Turn (Turn Point)[46] 55°15′44″N 133°07′26″W - Divide lo stretto di Tlevak dal canale di Meares (Meares Passage) ed ha una elevazione di 50 metri.